# 2:22 (филм, 2017)
2:22 е американско-австралийски трилър филм, режисиран от Пол Къри по сценарий от Нейтън Паркър и Тод Щайн.
Във филма участват: Мичъл Хюзман, Тереза Палмър, Сайм Рийд. Пуснат е в театрите и на VOD на 30 юни 2017 г.

## Сюжет
Внимание:  Текстът по-долу разкрива сюжета на произведението (или части от него)!
Дилън Брансън (Мичъл Хюзман) е контолер на полети, който притежава уникална способност да визуализира модели. В първите сцени на филма той е спрян от работата си, свързана с въздухоплавателно средство близо до провинцията, обвинявана в това, което изглежда да е моментно отпадане в неговото внимание, което се случва в 2:22 ч. Малко след окачването си, в случайна среща, Дилън се среща и бързо пада за Сара (Тереза Палмър), красива жена. По време на първата си среща Дилан се извинява на Сара, когато осъзнават, че е била на борда на единия от двата самолета, но зловещо тя възкликва: „Не, ти ми спаси живота!“ Те започват да се влюбват и осъзнават, че споделят същия рожден ден, но всеки ден минава, Дилън неочаквано преживява серия от необясними и често срещани събития, свързани с подобни модели, случващи се точно в 2:22 ч. Като минава всеки ден, Дилън разследва и открива, че тези преживявания по някакъв начин са свързани с 30-годишно убийство, което се случи в Гранд Сентръл между Евелин и Джейк (около където се случват странните събития в настоящето). Дилън смята, че има някаква необяснима връзка между това убийство и неговата Сара (и вероятно нейното бившо гадже, който създава холограма, имитираща една и съща сцена в Гранд Централ, която Дилън преживява, което се случва, за да пресъздаде старото убийство). Тъй като дните се движат напред, приближавайки рождения ден на Сара и Дилън, а Сара се съмнява в здравия разум, Дилън трябва да се състезава, за да реши тайната на 2:22, за да запази силната любов между двойката.

## В ролите
- Мичъл Хюзман като Дилън Брансън, контролер на полети в Ню Йорк
- Тереза Палмър като Сара
- Сам Рийд като Джонас, бившото гадже на Сара
- Симон Кесел като Серена
- Мейв Дермоди като Санди, бившата приятелка на Дилън
- Кери Армстронг като Катрин
- Джон Уотърс, Бил, шефът на Дилън
- Зара Михалес като Ели
- Ричард Дейвис като Инки
- Мичъл Бутел като Хауърд Хътън
- Джесика Кларк като Евелин
- Джордж Папура като търговец в Ню Йорк